# Vorstendom Hongarije
Het Vorstendom Hongarije was een proto-staat, vooraleer het Koninkrijk Hongarije ontstond in het jaar 1000. Gedurende ongeveer honderd jaar was het een uitvalbasis voor plunderaars en huurlingen.

## Bestuursvorm
In de De administrando imperio, een boek, dat rond 950 geschreven werd door de Byzantijnse keizer Constantijn VII, wordt de leider van de Magyaren, een archont genoemd en later vertaald in prins. De Magyaren waren verwant met de Chazaren, die werden bestuurd door een diarchie, aan het hoofd een khan en een militair leider. Bij de Magyaren was dat de kende en de gyula. De rechterlijke macht was in handen van een horka.

## Ontstaan
Rond het jaar 830 brak er in het Rijk der Chazaren een opstand uit onder leiding van de Kabaren. Onder druk van de Petsjenegen werden de Kabaren en Magyaren, een semi-nomadische stam, verdreven naar het westen, naar de Pannonische Vlakte, het voormalige Avaarse Rijk, nu in handen van het Groot-Moravische Rijk. De zeven hoofdmannen van de Hongaren vestigden zich in Zevenburgen rond het jaar 895.
Met de Slag bij Pressburg in 907 kwam er een einde aan het Groot-Moravische Rijk. De rivier de Enns werd de grens tussen het Oost-Frankische Rijk en het Vorstendom Hongarije. Nog tot 970 waren de Hongaren een gesel voor de Europa. De Slag op het Lechveld in 955 en de Slag bij Arcadiopolis (970) betekende een kentering in de suprematie van de Magyaren. De vorming van de staat begon met vorst Géza en zijn kerstening tot het christendom in 972. In 997 werd Géza opgevolgd door zijn zoon Stefanus, de eerste koning van Hongarije.

## Vorsten der Magyaren
| NAAM                  | PERIODE    | Opmerkingen: |                       |
| ARPADEN               |            |              |                       |
| Álmos                 | ? - 895    |              |                       |
| Árpád                 | 895 - 907  |              |                       |
| Zoltán                | 907 - 948  |              |                       |
| Fajsz                 | 948 - 955  |              |                       |
| Taksony               | 955 - 972  |              |                       |
| Géza                  | 972 - 997  |              |                       |
| Stefanus I de Heilige | 997 - 1000 |              | Standbeeld van Árpád. |